# 公立大学法人大阪府立大学
公立大学法人大阪府立大学（こうりつだいがくほうじんおおさかふりつだいがく）は、2005年から2019年まで存在した日本の公立大学法人。公立大学法人大阪の前身の一つ。大阪府立大学および大阪府立大学工業高等専門学校の設置者であった。

## 概要
大阪府が設立団体となり、設立された地方独立行政法人である。2005年から大阪府に代わって大阪府立大学の設置者となり、同大学を設置・管理していた。
2019年4月1日、大阪市立大学を運営する公立大学法人大阪市立大学と統合し、新たに公立大学法人大阪が発足したことに伴い消滅。

## 沿革
- 2005年4月1日 - 大阪府立大学の設置者が、大阪府から公立大学法人大阪府立大学に移管。
- 2011年4月1日 - 大阪府立工業高等専門学校が大阪府から移管、大阪府立大学工業高等専門学校に改称。
- 2019年4月1日 - 公立大学法人大阪市立大学と統合（新設合併）し、公立大学法人大阪が発足。これに伴い、本法人は2019年3月31日付けで消滅した[1]。

## 設置していた諸学校

### 大学
- 大阪府立大学
- 大阪女子大学（閉学）
- 大阪府立看護大学（閉学）

### その他
- 大阪府立大学工業高等専門学校（2011年に大阪府から移管）